# Munkás-paraszt Hatalomért emlékérem

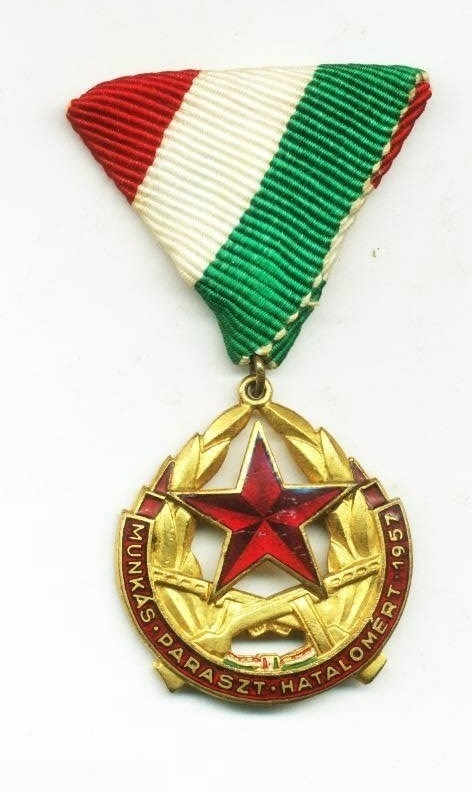
Munkás-paraszt Hatalomért emlékérem

A Munkás-paraszt Hatalomért emlékérem a Magyar Népköztársaság egyik legmagasabb állami kitüntetése volt.
Az 1956-os forradalom leverését követően kezdték el adományozni azoknak, akik a felkelést leverők oldalán kitüntették magukat. A Kádár János vezette Magyar Forradalmi Munkás-Paraszt Kormány alapította 1957-ben, a 25/1957. (IV. 21.) számú rendeletével. Alapszabályát az 1042/1957. (IV. 21.) számú kormányhatározat állapította meg.
„Az 1956 utáni szocialista rendszer legszimbolikusabb kitüntetése. Világosan kifejezte a kormány, a rendszer osztálytartalmát. A hatalom a munkásoké, a parasztoké volt. A kitüntetés egyszerre volt a szocialista rend kifejezése, amit a vörös csillag jelképezett, és magyar is, amit mutatott a nemzeti színű szalagsáv” – írta a kitüntetésről 2006-ban A Szabadság, a Magyar Kommunista Munkáspárt lapja.
Ugyancsak a forradalom leverése után kezdték újra adományozni a korábban alapított Magyar Szabadság érdemrendet is. A kitüntetési rendszer, amelynek keretében ezeket az elismeréseket osztották, a kommunista rezsim bukása (1990) után megszűnt. Mindkét kitüntetés viselését a Magyar Köztársaság kitüntetéseiről szóló 1991. évi XXXI. törvény 1991. augusztus 1-jei hatállyal megtiltotta.  (Egyébként olyan önkényuralmi jelképet is tartalmaznak, amelyek Magyarországon nem viselhetők.)

## Neve
Nevét Munkás-paraszt Hatalomért érdemrend alakban említi sok forrás, többek közt így tartalmazzák az újabb törvényszövegek is, mint az 1991. évi XXXI. törvény és módosításai. Eredeti dokumentumok szerint viszont a kitüntetést egyértelműen emlékéremnek és nem érdemrendnek vagy érdeméremnek keresztelték a megalapításakor.

## Kik kapták
A kitüntetés azoknak volt adományozható, akik az akkor ellenforradalomnak nevezett forradalom ellen harcoltak, a fegyveres harcot irányították, vagy akik a pártintéző-bizottságok, a rendőrség, a honvédség vagy a tanácsok szervezte karhatalomba 1956. december 31-éig beléptek. Posztumusz megkapták olyanok is, akik a forradalom harcaiban a Kádár-rendszerben jónak minősített posztokon harcoltak, például Hrovatin Károly sorkatona vagy Kollár István, akit a vádak szerint a később ki is végzett Tóth Ilona orvoshallgató megölt.
Egyes források szerint a kitüntetést megkapta például a Gyurkó Lajos tábornok parancsnoksága alá tartozó kiskunhalasi lövészezred katonái közül 360 fő, akik többek közt arról voltak nevezetesek, hogy felszámolták Budapesten a felkelők Juta-dombon működő ágyú állását, és a IX. kerületben agyonlőtték az elfogott felkelőket.
A kor viszonyaira jellemző módon előfordult, hogy valaki megkapta az emlékérmet, mert csatlakozott a karhatalomhoz, majd letartóztatták, halálra ítélték a forradalomban való részvételéért és kivégezték: ez lett a sorsa Csiki Lajos honvéd hadnagynak (1931–1958). Hasonlóan halálra ítélték Paska Elemért is, aki azonban életben maradt.

## Kiváltságaik
A 30/1986. (VIII. 10) minisztertanácsi rendelet kibocsátása idején 5758 fő kapott átlagban 1250 forint nyugdíj-kiegészítést azon a címen, hogy rendelkeztek a Munkás-paraszt Hatalomért emlékéremmel.
A kitüntetésről szóló rendelet 6. pontja szerint az emlékérem az adományozott személy halála után az örökös birtokában marad.    
A nyugdíj-kiegészítésen kívül egyéb kiváltságokkal is járt, ha valaki a Szocialista Hazáért érdemrend után a legnagyobb „pártértékkel” bíró Munkás-paraszt Hatalomért emlékérem tulajdonosának mondhatta magát.   
Előnyben részesültek a Munkás-paraszt Hatalomért emlékéremmel kitüntettek gyermekei is, hiszen (ha a felvételi vizsgán megfeleltek) kötelező volt őket felvenni a felsőoktatási intézményekbe, szakmunkástanuló-iskolákba, középiskolákba, kollégiumokba, diákotthonokba.
A kommunista rezsim bukása után a kiváltságokat megszüntették. Az 1956-os forradalom leverésében résztvevőket és ezért a Munkás-paraszt Hatalomért emlékérem tulajdonosait kizárták azok közül is, akik a kárpótlásban részesülhettek.

### Néhány ismert birtokosa
- Aczél György
- Apró Antal
- Biszku Béla
- Dobi István
- Dögei Imre
- Fehér Lajos
- Gáspár Sándor
- Horn Gyula
- Kállai Gyula
- Marosán György
- Münnich Ferenc
- Nemes Dezső[11]

## A falerisztikában
A falerisztikai piacon más kommunizmus kori magyar kitüntetések közt viszonylag becses darabnak számít: 8000–10000 forintért vásárolható meg dobozzal, szalagsávval.